# Horror in Bowery Street
Horror in Bowery Street (Street Trash) è un film dell'orrore del 1987, del sottogenere melt movie, l'unico film diretto da Jim Muro.

## Trama
New York. Nel quartiere malfamato di Bowery Street, in un negozio di liquori frequentato dai senzatetto della zona, il proprietario mette in vendita un superalcolico chiamato "Viper".
In realtà si tratta di un liquido usato durante la guerra del Vietnam, che una volta inghiottito scioglie gli organi ed i corpi delle vittime. Un poliziotto, Bill, inizia ad indagare sulle morti misteriose.

## Riconoscimenti
- 1987 – Festival internazionale del cinema fantastico di Bruxelles
  - Corvo d'Argento a J. Michael Muro